# Orthobula sudamericana
Espèce
Orthobula sudamericana est une espèce d'araignées aranéomorphes de la famille des Trachelidae.

## Distribution
Cette espèce se rencontre en Argentine dans la province de Misiones et au Paraguay,.

## Description
La carapace du mâle holotype mesure 0,950 mm de long sur 0,780 mm et l'abdomen 0,880 mm de long sur 0,760 mm et la carapace de la femelle paratype 0,930 mm de long sur 0,771 mm et l'abdomen 1,160 mm de long sur 1,040 mm.

## Systématique et taxinomie
Cette espèce a été décrite par Piñanez et Munévar en 2022.

## Étymologie
Son nom d'espèce lui a été donné en référence au lieu de sa découverte, l'Amérique du Sud.

## Publication originale
- Piñanez, Munévar & Kochalka, 2022 : « A new species of Orthobula Simon, 1897 (Araneae: Trachelidae) from South America » Zootaxa, no 5124(1), p. 75-80.